# Ley de Protección del Patrimonio Arqueológico y Paleontológico (Argentina)
La Ley de Protección del Patrimonio Arqueológico y Paleontológico,  Ley N° 25.743 es una ley de la República Argentina que rige la forma en que se gestionan los bienes de origen arqueológico y paleontológico a través del registro, catalogación, conservación e investigación, así como también la restricción de su circulación.
El proyecto fue presentado en el Congreso de la Nación Argentina en el año 1997. Luego, volvió a presentarse en el año 2000, por los Senadores Juan Ignacio Melgarenjo y Carlos L. de la Rosa. El proyecto de ley fue aprobado con modificaciones en el Senado de la Nación Argentina en agosto de 2001. Posteriormente fue modificado en Cámara de Diputados de la Nación y volvió al Senado, donde finalmente fue aprobado el 4 de junio de 2003.

## Antecedentes
La primera mención de Protección del Patrimonio Arqueológico y Paleontológico en la legislatura Argentina se hace en el año 1913 y es la Ley 9.080, aquí se norma los yacimientos arqueológicos y paleontológicos. Entre los años 1913 a 1960 se dictaron los Decretos Reglamentarios n.º 211/229/1921 para esta ley. Para este momento, el órgano de aplicación era la "sección Yacimientos", integrada por los directores de los Museos: Etnográfico, Museo Argentino de Ciencias Naturales "Bernardino Rivadavia" y Museo de La Plata. 
En 1940 se crea la Comisión Nacional de Museos, Monumentos y Lugares Históricos bajo la Ley N°12.655. La misma será la encargada de velar por el patrimonio hasta el año 1973 que se sanciona la Ley de Ministerios 20.524 que establece la competencia del Ministerio de Cultura y Educación de la Nación respecto de la tutela del patrimonio cultural de la Nación, otorgándole la custodia, conservación y registro de las riquezas artísticas, arqueológicas e históricas de la Nación. En 1985 se delegó esta facultad a la Secretaría de Cultura de la Nación y se le otorga a la Dirección Nacional de Antropología y Folclore las funciones relativas a la difusión y preservación del patrimonio arqueológico. Finamente, en el año 2002 y bajo las reformas el Instituto Nacional de Antropología (fundado en 1964), pasará a depender de la Dirección Nacional de Patrimonio y Museos de dicha Secretaría para ser un órgano rector.
Para el año 1968 se sancionan artículos del Código Civil Argentino que van a modificar la ley 9.080, siendo el artículo 2.340 otorga a los “yacimientos arqueológicos y paleontológicos interés científico”, y el artículo 2.339 establece que “las cosas son bienes públicos del Estado general”. Estos artículos otorgan la titularidad del dominio público sobre los yacimientos, siendo de jurisdicción provincial o nacional. A partir de este momento serán las provincias quienes dicten leyes sobre su propio patrimonio.
La ley 25.743, deroga así la ley anterior, estableciendo un nuevo régimen legal para el patrimonio. Así mismo, dicha ley no sólo ha recibido relictos de las antiguas normativas argentinas, sino que también asienta sus bases sobre las normativas internacionales como:
- Carta de Atenas de 1631
- Convención de La Haya de 1954, para la protección de bienes culturales en caso de conflicto armado. Ratificado por la Ley Nacional n.º 25.478.
- Conferencia General de la UNESCO de 1956. Recomendaciones que define Principios Internacionales que deberán aplicarse a Excavaciones Arqueológicas
- Carta de Venecia de 1964 que trata de la restauración de monumentos y sitios
- Convenio de UNESCO de 1970 que explicita las medidas que deben adoptarse para prohibir e impedir la importación y la transferencia de propiedades ilícitas de bienes culturales. Esta normativa es ratificada por Argentina por la Ley Nacional n.º 19.943[5] del año 1973.
- Convención de París de 1972 que toma la protección del patrimonio mundial cultural y natural. Argentina ratificó esta Convención en virtud de la Ley Nacional n.º 21.836.
- Convención de San Salvador de 1976 que dicta sobre la defensa del patrimonio arqueológico, histórico y artístico de las Naciones Americanas. Ratificada mediante la Ley Nacional n.º 25.568.
- Convenio UNIDROIT de 1995 sobre bienes robados o importados ilícitamente. Ratificada por la Ley Nacional n.º 25.157/2000.

## Implementación de la Ley
La Ley n.º 25.743 posee el Decreto Reglamentario 1022/04 que establece la forma en que la misma debe aplicarse sobre el territorio nacional.
La ley designa a las autoridades de aplicación especializadas en cada caso, que son quienes se encargarán de hacer cumplir la ley a nivel nacional. Para los materiales arqueológicos el organismo es el "Instituto Nacional de Antropología y Pensamiento Latinoamericano” y para los materiales paleontológicos se encarga el “Museo Argentino de Ciencias Naturales "Bernardino Rivadavia". Según el decreto reglamentario cada una de las 24 jurisdicciones nombrará una entidad a nivel provincial y también existirán a nivel municipal.
Para poder realizar trabajos de prospección, extracción e investigación científica, se deberá solicitar el debido permiso a los organismos provinciales, acreditando en cada caso la idoneidad de los profesionales que intervendrán, así como también especificando los repositorios que albergarán los materiales extraídos.
Las instituciones públicas o privadas que contengan materiales arqueológicos y/o paleontológicos, deberán registrar todas las piezas y elevarlas a los organismos de aplicación de la ley. Un registro similar deberá hacerse de todos los yacimientos arqueológicos y paleontológicos. Este sistema es independiente del sistema de documentación que utilice repositorio y es obligatorio.
Tanto la Ley como el Decreto Reglamentario estipulan que los organismos de aplicación deberán instruir a las fuerzas de seguridad para combatir el tráfico ilícito de piezas.

## Restos de seres humanos
Los restos de seres humanos se legislan bajo la Ley Nacional n.º 25.517 sancionada en el 2001, la Ley Nacional de Restos óseos, la misma tiene su Decreto Reglamentario que es el 701/2010. Donde se establece que los restos mortales de personas que tengan morada en museos y/o colecciones públicas o privadas, deberán ser puestas a disposición de los pueblos o comunidades originarias que los reclamen. Hasta que llegue ese momento, es responsabilidad de la institución asegurar su preservación.  
En todos los casos, se rigen por la aplicación de la Ley 25.743, ya que todos los restos mortales deben ser registrados con fichas específicas y presentadas ante la autoridad de aplicación correspondiente.  